# Shorewood (Oregon)
Shorewood az Amerikai Egyesült Államok északnyugati részén, Oregon állam Coos megyéjében elhelyezkedő{ önkormányzat nélküli település.